# Giải bóng đá Cúp Quốc gia 2009
Giải bóng đá Cúp Quốc gia 2009, tên gọi chính thức là Giải bóng đá Cúp Quốc gia - The Vissai Cement Cup 2009 vì lý do tài trợ, là mùa giải thứ 17 của Giải bóng đá Cúp Quốc gia do Liên đoàn bóng đá Việt Nam (VFF) tổ chức. Diễn ra từ ngày 31 tháng 1 đến 29 tháng 8 năm 2009, giải đấu chứng kiến 14 đội thuộc giải Vô địch Quốc gia và 13 đội thuộc giải Hạng Nhất Quốc gia tham dự. Vì tập đoàn The Vissai Cement, đơn vị chủ quản của Xi măng The Vissai Ninh Bình tiếp tục là nhà tài trợ chính cho giải đấu, nên đội bóng không được quyền thi đấu tại giải lần này.

## Thể thức thi đấu
27 đội bóng có 22 đội bóng tham dự từ vòng 1/16 và 5 đội (Hà Nội ACB, Thể Công, GM Mikado Nam Định, Khatoco Khánh Hòa và Becamex Bình Dương) được đặc cách vào thẳng vòng 1/8.
Giải áp dụng luật thi đấu của FIFA, và các quy chế, quy định của Liên đoàn bóng đá Việt Nam.
Các đội thi đấu theo thể thức đá loại trực tiếp 1 lượt trận, nếu hoà sau 2 hiệp chính sẽ thi đá luân lưu 11 mét để xác định đội thắng (không có hiệp phụ). Hai đội thua ở bán kết cùng xếp thứ ba. Đội đoạt Cúp vô địch sẽ tham dự trận tranh Siêu cúp Quốc gia và đại diện Việt Nam tham dự AFC Cup năm 2010.
Ở vòng 1/16, mỗi đội bóng được đăng ký tối đa 30 cầu thủ (với tối đa 3 cầu thủ nước ngoài). Những đội chưa đăng ký đủ 30 cầu thủ ở vòng 1/16 sẽ được bổ sung tối đa 5 cầu thủ ở vòng 1/8.

## Tiền thưởng
- Vô địch: 250 triệu đồng[3]
- Á quân: 125 triệu đồng
- Hai đội thua ở bán kết: 50 triệu đồng
- Thắng trận tứ kết: 30 triệu đồng
- Thắng vòng 2: 20 triệu đồng
- Thắng vòng 1: 10 triệu đồng

## Sơ đồ thi đấu
|  | Round of 16            | Round of 16            |                      |       | Tứ kết        | Tứ kết        |  |  | Bán kết | Bán kết |  |  | Chung kết | Chung kết |
|  |                        |                        |                      |       |               |               |  |  |         |         |  |  |           |           |
|  | 21 tháng 2 - Hà Nội    |                        |                      |       |               |               |  |  |         |         |  |  |           |           |
|  |                        |                        |                      |       |               |               |  |  |         |         |  |  |           |           |
|  | Hà Nội ACB             | 2                      |                      |       |               |               |  |  |         |         |  |  |           |           |
|  | Hà Nội ACB             | 2                      | 4 tháng 4 - Hà Nội   |       |               |               |  |  |         |         |  |  |           |           |
|  | Hòa Phát Hà Nội        | 1                      |                      |       |               |               |  |  |         |         |  |  |           |           |
|  | Hòa Phát Hà Nội        | 1                      | Hà Nội ACB           | 1     |               |               |  |  |         |         |  |  |           |           |
|  | 22 tháng 2 - Tam Kỳ    |                        | Hà Nội ACB           | 1     |               |               |  |  |         |         |  |  |           |           |
|  |                        | Thể Công               | 2                    |       |               |               |  |  |         |         |  |  |           |           |
|  | NHS Quảng Nam          | Thể Công               | 2                    | 0     |               |               |  |  |         |         |  |  |           |           |
|  | NHS Quảng Nam          |                        | 29 tháng 7 - Hà Nội  | 0     |               |               |  |  |         |         |  |  |           |           |
|  | Thể Công               | 1                      |                      |       |               |               |  |  |         |         |  |  |           |           |
|  | Thể Công               | 1                      | Thể Công             | 4     |               |               |  |  |         |         |  |  |           |           |
|  | 22 tháng 2 - Hà Nội    |                        | Thể Công             | 4     |               |               |  |  |         |         |  |  |           |           |
|  |                        | Sông Lam Nghệ An       | 1                    |       |               |               |  |  |         |         |  |  |           |           |
|  | T&T Hà Nội             | Sông Lam Nghệ An       | 1                    | 3 (2) |               |               |  |  |         |         |  |  |           |           |
|  | T&T Hà Nội             | 4 tháng 4 - Vinh       |                      | 3 (2) |               |               |  |  |         |         |  |  |           |           |
|  | Quân khu 4 (pen)       | 3 (4)                  |                      |       |               |               |  |  |         |         |  |  |           |           |
|  | Quân khu 4 (pen)       | 3 (4)                  | Quân khu 4           | 0 (1) |               |               |  |  |         |         |  |  |           |           |
|  | 22 tháng 2 - Vinh      |                        | Quân khu 4           | 0 (1) |               |               |  |  |         |         |  |  |           |           |
|  |                        | Sông Lam Nghệ An (pen) | 0 (3)                |       |               |               |  |  |         |         |  |  |           |           |
|  | Sông Lam Nghệ An       | Sông Lam Nghệ An (pen) | 0 (3)                | 1     |               |               |  |  |         |         |  |  |           |           |
|  | Sông Lam Nghệ An       |                        | 29 tháng 8 -Hà Nội   | 1     |               |               |  |  |         |         |  |  |           |           |
|  | GM Mikado Nam Định     | 0                      |                      |       |               |               |  |  |         |         |  |  |           |           |
|  | GM Mikado Nam Định     | 0                      | Thể Công             | 0     |               |               |  |  |         |         |  |  |           |           |
|  | 22 tháng 2 - Nha Trang |                        | Thể Công             | 0     |               |               |  |  |         |         |  |  |           |           |
|  |                        | SHB Đà Nẵng            | 1                    |       |               |               |  |  |         |         |  |  |           |           |
|  | Khatoco Khánh Hòa      | SHB Đà Nẵng            | 1                    | 1     |               |               |  |  |         |         |  |  |           |           |
|  | Khatoco Khánh Hòa      | 4 tháng 4 - Nha Trang  |                      | 1     |               |               |  |  |         |         |  |  |           |           |
|  | Đồng Nai Berjaya       | 0                      |                      |       |               |               |  |  |         |         |  |  |           |           |
|  | Đồng Nai Berjaya       | 0                      | Khatoco Khánh Hòa    | 0     |               |               |  |  |         |         |  |  |           |           |
|  | 22 tháng 2 - Đà Nẵng   |                        | Khatoco Khánh Hòa    | 0     |               |               |  |  |         |         |  |  |           |           |
|  |                        | SHB Đà Nẵng            | 3                    |       |               |               |  |  |         |         |  |  |           |           |
|  | SHB Đà Nẵng            | SHB Đà Nẵng            | 3                    | 2     |               |               |  |  |         |         |  |  |           |           |
|  | SHB Đà Nẵng            |                        | 29 tháng 7 - Đà Nẵng | 2     |               |               |  |  |         |         |  |  |           |           |
|  | TĐCS Đồng Tháp         | 1                      |                      |       |               |               |  |  |         |         |  |  |           |           |
|  | TĐCS Đồng Tháp         | 1                      | SHB Đà Nẵng (pen)    | 3 (3) |               |               |  |  |         |         |  |  |           |           |
|  | 22 tháng 2 - Pleiku    |                        | SHB Đà Nẵng (pen)    | 3 (3) |               |               |  |  |         |         |  |  |           |           |
|  |                        | Becamex Bình Dương     | 3 (0)                |       | Tranh hạng ba | Tranh hạng ba |  |  |         |         |  |  |           |           |
|  | Hoàng Anh Gia Lai      | Becamex Bình Dương     | 3 (0)                | 1     | Tranh hạng ba | Tranh hạng ba |  |  |         |         |  |  |           |           |
|  | Hoàng Anh Gia Lai      | 15 tháng 7 - Pleiku    |                      | 1     |               |               |  |  |         |         |  |  |           |           |
|  | Đồng Tâm Long An       | 0                      |                      |       |               |               |  |  |         |         |  |  |           |           |
|  | Đồng Tâm Long An       | 0                      | Hoàng Anh Gia Lai    | 1     |               |               |  |  |         |         |  |  |           |           |
|  | 22 tháng 2 - Cần Thơ   |                        | Hoàng Anh Gia Lai    | 1     |               |               |  |  |         |         |  |  |           |           |
|  |                        | Becamex Bình Dương     | 2                    |       |               |               |  |  |         |         |  |  |           |           |
|  | Hancofood Cần Thơ      | Becamex Bình Dương     | 2                    | 1     |               |               |  |  |         |         |  |  |           |           |
|  | Hancofood Cần Thơ      |                        |                      | 1     |               |               |  |  |         |         |  |  |           |           |
|  | Becamex Bình Dương     | 3                      |                      |       |               |               |  |  |         |         |  |  |           |           |
|  | Becamex Bình Dương     | 3                      |                      |       |               |               |  |  |         |         |  |  |           |           |

## Vòng sơ loại
| Hòa Phát Hà Nội     | 0–0      | Xi măng Hải Phòng  |
| ------------------- | -------- | ------------------ |
| Nguyễn Ngọc Tú 108' | Chi tiết | Đào Thế Phong 108' |
| Loạt sút luân lưu   |          |                    |
|                     | 5–4      |                    |

| Nhựa Hoa Sen Quảng Nam                                    | 3–0      | Xi măng Công Thanh Thanh Hóa |
| --------------------------------------------------------- | -------- | ---------------------------- |
| Marcos 22' · Trần Thanh An 37' · Phan Trường Thanh Vũ 83' | Chi tiết |                              |

| T&T Hà Nội                           | 2–1      | Quảng Ngãi             |
| ------------------------------------ | -------- | ---------------------- |
| Vy Đức Anh 32' · Trần Tuấn Anh 45+1' | Chi tiết | Nguyễn Đình Phương 40' |

| Than Quảng Ninh       | 0–1      | Quân khu 4                        |
| --------------------- | -------- | --------------------------------- |
| Nguyễn Văn Việt 90+4' | Chi tiết | Moses 45' · Trần Sơn Hà 55' 90+3' |

| Sông Lam Nghệ An                              | 2–0      | Huda Huế |
| --------------------------------------------- | -------- | -------- |
| Trương Đắc Khánh 33' · Nguyễn Trọng Hoàng 39' | Chi tiết |          |

| Đồng Nai Berjaya                                              | 2 - 1    | Bình Định         |
| ------------------------------------------------------------- | -------- | ----------------- |
| Nguyễn Xuân Thành 72' · Toledo 81' · Nguyễn Duy Hoàng 64' 66' | Chi tiết | Đỗ Thanh Sang 89' |

| Tây Ninh | 0–1      | Tập đoàn Cao su Đồng Tháp |
| -------- | -------- | ------------------------- |
|          | Chi tiết | Lương Văn Được Em 47'     |

| Tôn Phước Khanh-Tiền Giang | 0–2      | Đồng Tâm Long An         |
| -------------------------- | -------- | ------------------------ |
|                            | Chi tiết | Tsnamala Kabanga 7', 29' |

| Hoàng Anh Gia Lai        | 3–2      | Sài Gòn United                           |
| ------------------------ | -------- | ---------------------------------------- |
| Lee Nguyễn 40', 63', 77' | Chi tiết | Trương Công Thảo 16' · Trần Văn Luân 90' |

| SHB Đà Nẵng                      | 2–0      | An Đô An Giang |
| -------------------------------- | -------- | -------------- |
| Huỳnh Quốc Anh 26' · Almeida 88' | Chi tiết |                |

| Thành phố Hồ Chí Minh | 1–2      | Hancofood Cần Thơ                           |
| --------------------- | -------- | ------------------------------------------- |
| Nguyễn Trung Kiên 12' | Chi tiết | Nguyễn Ngọc Thành 44' · Huỳnh Thanh Tân 84' |

## Vòng 1/8
| Hà Nội ACB                      | 2-1 | Hòa Phát Hà Nội |
| ------------------------------- | --- | --------------- |
| Goran 9' · Alexandre Campos 37' |     | Pape Drame 3'   |

| Nhựa Hoa Sen-Quảng Nam | 0 - 1 | Thể Công            |
| ---------------------- | ----- | ------------------- |
|                        |       | Francois Endene 74' |

| T&T Hà Nội                                                 | 3 - 3 (2 - 4) (pen) | Quân khu 4                                          |
| ---------------------------------------------------------- | ------------------- | --------------------------------------------------- |
| Elieser Orlando Farias 39' 90+3' · Valdinei G.D.Santos 78' | (chi tiết)          | Nguyễn Thái Bình 42' · Moses 81' · Lê Quang Thi 85' |

| Sông Lam Nghệ An   | 1 - 0      | GM Mikado Nam Định |
| ------------------ | ---------- | ------------------ |
| Trần Đình Hưng 32' | (chi tiết) |                    |

| SHB Đà Nẵng                     | 2 - 1      | TĐCS Đồng Tháp                             |
| ------------------------------- | ---------- | ------------------------------------------ |
| Molina Gaston 15' · Almeida 50' | (chi tiết) | Lương Văn Được Em 31' · Hồ Phước Thạnh 67' |

| Hancofood Cần Thơ | 1 - 3      | Becamex Bình Dương                                                 |
| ----------------- | ---------- | ------------------------------------------------------------------ |
| Wiliams Santos 2' | (chi tiết) | Lương Minh Trọng 8' · Huỳnh Kesley Alves 11' · Nguyễn Vũ Phong 50' |

| Khatoco Khánh Hòa    | 1 - 0      | Đồng Nai Berjaya |
| -------------------- | ---------- | ---------------- |
| Narisu Abdullahi 59' | (chi tiết) |                  |

| Hoàng Anh Gia Lai       | 1 - 0      | Đồng Tâm Long An |
| ----------------------- | ---------- | ---------------- |
| Evaldo R. Goncalves 71' | (chi tiết) |                  |

## Tứ kết
| Hà Nội ACB            | 1 - 2      | Thể Công                                 |
| --------------------- | ---------- | ---------------------------------------- |
| Nguyễn Hồng Phong 79' | (chi tiết) | Francois Endene 77' · Aloy Nyom Nyom 90' |

| Quân khu 4 | 0 - 0 (1 - 3) (pen) | Sông Lam Nghệ An |
| ---------- | ------------------- | ---------------- |
|            | (chi tiết)          |                  |

| Khatoco Khánh Hòa | 0 - 3      | SHB Đà Nẵng                                                                         |
| ----------------- | ---------- | ----------------------------------------------------------------------------------- |
|                   | (chi tiết) | Almeida 14' · Nguyễn Văn Mẹo 61' · Từ Hữu Phước 90+3' (lưới nhà) · Rafael 88' 90+1' |

| Hoàng Anh Gia Lai | 1 - 2    | Becamex Bình Dương       |
| ----------------- | -------- | ------------------------ |
| Lee Nguyễn 12'    | Chi tiết | Nguyễn Vũ Phong 14', 23' |

## Bán kết
| Thể Công                                                                              | 4-1      | Sông Lam Nghệ An |
| ------------------------------------------------------------------------------------- | -------- | ---------------- |
| Đặng Lâm Khánh 20' · Reginaldo (More) 42' · Gilson Da Silva 44' · Nguyễn Văn Hiển 81' | Chi tiết | Din Akame 71'    |

| SHB Đà Nẵng                               | 3-3 3-0(pen) | Becamex Bình Dương   |
| ----------------------------------------- | ------------ | -------------------- |
| Merlo Gaston 9', 87' · Huỳnh Quốc Anh 15' | Chi tiết     | Philani 4', 84', 89' |

## Chung kết
| SHB Đà Nẵng                                                           | 1–0      | Thể Công |
| --------------------------------------------------------------------- | -------- | -------- |
| Gaston Merlo 77' · Võ Hoàng Quảng (5) 61' · Trần Đức Cường (25) 90+2' | Chi tiết |          |

| Vô địch Cúp Quốc gia 2009 SHB Đà Nẵng Lần thứ hai |